# Wendover (Utah)
Wendover – miasto w Stanach Zjednoczonych, w stanie Utah, w hrabstwie Tooele.